# Rötenberg

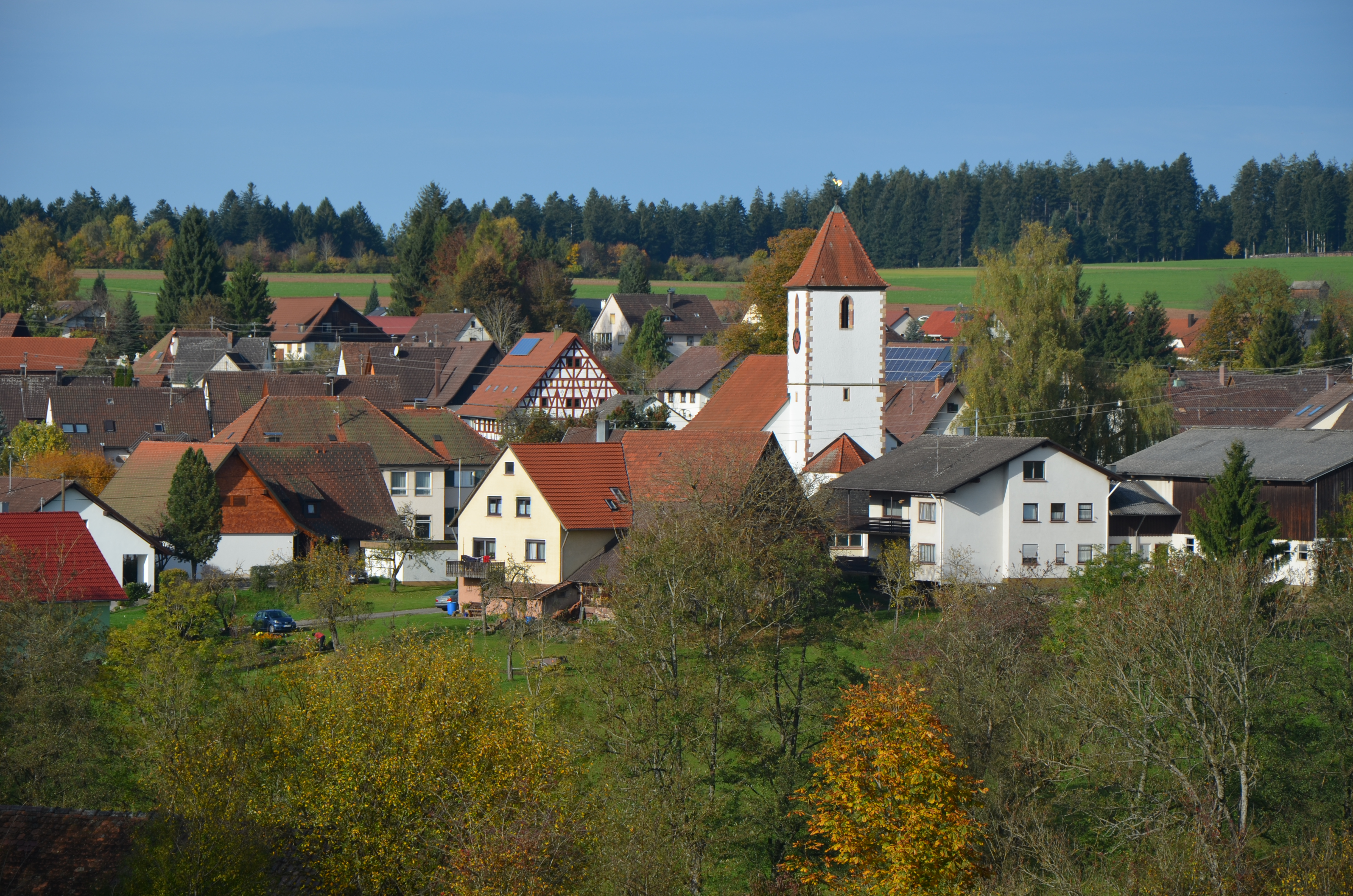
Blick von Südost auf Dorf und Kirche

Rötenberg, seit der Gebietsreform im Jahre 1974 ein Ortsteil von Aichhalden, gehört zum Landkreis Rottweil in Baden-Württemberg.
Das Dorf selbst scheint im 11. Jahrhundert als Rodung entstanden zu sein, und zwar in drei Teilen: die Waldhufen auf dem Altenberg, der Weiler Bach und das Dorf Rötenberg.
Eine Namensdeutung bringt Rötenberg mit dem „gerodeten Berg“ in Verbindung. Eine andere Möglichkeit bezieht sich auf den (roten) Buntsandstein, der in der Gegend häufig zu finden ist.

## Geografie
Rötenberg befindet sich auf einer weiten, offenen Kuppe oberhalb des Rötenbaches, ca. 640-670 m ü. NN im mittleren Schwarzwald über den Tälern von Schiltach und der Kinzig. Die Nachbargemeinden sind Alpirsbach, Schenkenzell, Schiltach und Fluorn-Winzeln.

## Geschichte

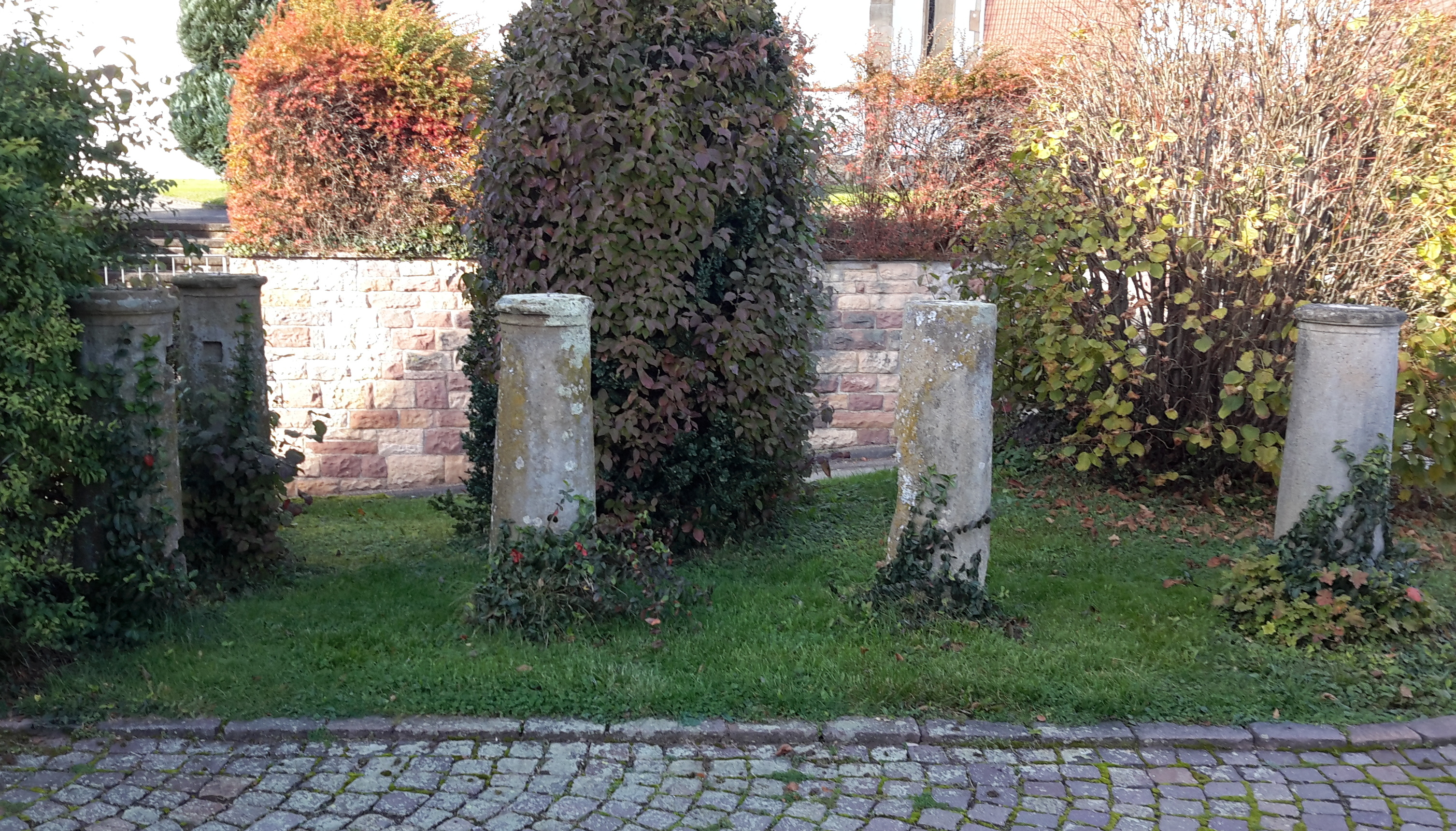
Säulen vor der Kirche in Rötenberg

Die ältesten Spuren menschlicher Besiedlung auf dem Gebiet Rötenbergs stammen von der römischen Straßenstation und Tempelanlage am Pass Brandsteig, rund 2 km westlich des Ortszentrums. Vermutlich verlief die römische Handelsstraße von Argentoratum (heute: Straßburg) nach Arae Flaviae (heute: Rottweil) über das Gebiet des heutigen Rötenberg. Viele Steine aus dem Ruinenfeld wurden in der Neuzeit in Rötenberger Häusern verbaut. Einige von dort stammende Säulen ließ ein Pfarrer im 19. Jahrhundert südlich der Dorfkirche aufstellen (siehe Bild).
Mit den Franken kam das Christentum, so dass Rötenberg bereits 1128 eine eigene Kirche erhielt. Diese wurde von Bischof Ulrich II. von Konstanz dem Heiligen Kreuz geweiht.
Insbesondere während des 14. und 15. Jahrhunderts war das Bild des Dorfes von wechselnden Lehnsherrschaften gekennzeichnet, die im Jahre 1511 durch Übereignung an das Kloster Alpirsbach ihr Ende fanden.
Die Kämpfe und Ausschreitungen im Dreißigjährigen Krieg überlebten nur wenige Einwohner. Die Bevölkerung war so stark dezimiert, dass es Jahrzehnte dauerte, bis die Kriegsschäden endgültig beseitigt waren.
Mitte des 19. Jahrhunderts durchlitt die Rötenberger Bevölkerung erhebliche Notzeiten. Missernten um 1850/1860 brachten unvorstellbare Not. Über 400 Rötenberger suchten deshalb in Amerika eine neue Heimat. Der Abbau eines Torfmoores, der Abbau von Buntsandstein, der Fruchthandel und verschiedene Industriebetriebe brachten im 19. Jahrhundert einige Jahre Arbeit und Verdienst. Dennoch war der überwiegende Teil der Bevölkerung in der Landwirtschaft tätig.
Nach den beiden Weltkriegen des 20. Jahrhunderts ging die Landwirtschaft immer weiter zurück, die Menschen fanden ihren Arbeitsplatz in nahegelegenen Industriebetrieben.
Die Gemeinde Bach und Altenberg vereinigte sich zum 1. Januar 1969 mit der Gemeinde Rötenberg. Im Zuge der Gebietsreform in Baden-Württemberg erfolgte am 1. Juli 1974 die Eingliederung der Gemeinden Rötenberg in die Gemeinde Aichhalden. Die beiden Ortsteile sind ca. 6 km voneinander entfernt.

## Politik

### Bürgermeister
Bürgermeister von Rötenberg und Bach-Altenberg vor der Gebietsreform 1974.
- Matthias Winter 1932–1946 und 1954–1955
- Jakob Heizmann 1946–1954
- Gottfried Kohler 1933–1947 und 1949–1964
- Johannes Wößner 1947–1949
- Karl Schmid 1964–1970
- Jürgen Schlaich 1970–1973
- Julius Hägele 1973–1974

### Ortschaftsvorsteher
Ortschaftsvorsteher von Rötenberg nach der Gebietsreform 1974.
- Karl Kieninger 1974–1994
- Hans-Peter Legler 1994–1999
- Stefan Wiedmann 1999–2004

Seit 2004 gibt es keinen Ortsvorsteher mehr.

## Kultur und Sehenswürdigkeiten

### Regelmäßige Veranstaltungen
Im Wechsel mit Aichhalden findet jedes zweite Jahr das Rötenberger Dorffest in der Rötenbachstraße statt.

### Rötenberger Pfarrkirche
An der Rötenberger Pfarrkirche findet sich am südöstlichen Chorfenster außen eine mittelalterliche, nicht näher datierbare steinerne Madonna mit Kind (um 1400). An der Südostseite ist das Relief eines Steinbocks, an der Nordostseite das eines menschlichen Kopfes eingelassen.

### Rötenberger Sportplatz
Auf dem Sportplatz finden Turniere der Sportart Indiaca, einer genormten Variante des südamerikanischen Handfederballspiels Peteca, statt. 
Veranstalter ist das Evangelische Jugendwerk, Bezirk Sulz.

## Wirtschaft und Infrastruktur

### Verkehr
Der öffentliche Nahverkehr ist gut organisiert mit Verbindungen nach Alpirsbach, Schramberg und Rottweil mit den jeweiligen Anschlussmöglichkeiten, Schramberg – Rottweil B 462 mit Anbindung zur A 81 Stuttgart – Singen. Ebenso gute Verbindungen bestehen ins Kinzigtal und den Nordschwarzwald. Die Busse fahren meist nur im Stundentakt, samstags und sonntags gar nicht.

### Ansässige Unternehmen
Am Ortseingang aus Richtung Aichhalden befindet sich das Unternehmen Seeger Baustoffe und die Scheerer Transport- & Logistik KG.

### Kunsthandwerk
In Rötenberg befindet sich eine Töpferei.

### Öffentliche Einrichtungen
- Ortsverwaltung Rötenberg
- evangelische Kirche
- neuapostolische Kirche
- evangelischer Kindergarten
- Mehrzweckhalle
- Spielplätze
- Wassertretanlage
- Basketballplatz
- Beachvolleyballplatz
- Bolzplatz
- Kleinspielfeld

### Bildung
- Grundschule

## Persönlichkeiten
- Wilhelm Gottfried Ploucquet (1744–1814), Arzt, Rektor der Universität Tübingen
- Gustav Adolf Walz (1897–1948), Völkerrechtler
- Walter Meng (1926–2016), Diakon
- Michaela Fuchs (1969–2018), Behindertensportlerin, aufgewachsen in Rötenberg